# Grenant-lès-Sombernon
Grenant-lès-Sombernon este o comună în departamentul Côte-d'Or, Franța. În 2009 avea o populație de 197 de locuitori.

## Evoluția populației
| An        | 1975 | 1982 | 1990 | 1999 | 2006 | 2009 |
| --------- | ---- | ---- | ---- | ---- | ---- | ---- |
| Populație | 87   | 109  | 121  | 138  | 170  | 197  |